# Teatro Grande (Brescia)
Le Grand Théâtre de Brescia (en italien Teatro Grande) est le principal opéra de Brescia. 
Son nom de Grande dérive de la précédente dénomination il Grande en honneur de Napoléon Bonaparte. Le premier théâtre public est construit aux alentours de 1664 — il avait été lui-même construit sur une aire concédée par la république de Venise à l'Accademia degli Erranti qui y installa son siège. Cette académie réunissait la noblesse urbaine, en matière d'équitation, d'escrime, de mathématiques, de morale et de danse. Des portiques entouraient une aire qui pouvait servir de manège, ensuite adapté aux besoins du seul théâtre en 1664 et en 1710. Le théâtre de 1664, fut refait en 1735-1739 par Carlo Manfredi. En 1745, au portail furent ajoutées deux entrées mineures.
En 1912, le théâtre est reconnu comme monument national.
L'intérieur est décoré de fresques en trompe-l’œil du peintre vénitien Francesco Zugno (1709-1787). 